# 五禮
五礼是中國历代王朝颁布的国家礼制的总称，分別為吉礼、凶礼、军礼、宾礼、嘉礼。它是祭祀、丧葬、相见、军旅、婚嫁、宴乐等活動的仪式与规范。而相同的活動不同的阶层、不同的身份，都各有相应的礼制。在五礼中，吉礼是祭祀天地祖宗的宗教礼仪，凶礼是哀吊死伤灾祸的礼仪，军礼是与军旅活动有关的礼仪，宾礼是君臣以及各色人等相见的礼仪，嘉礼是喜庆活动的礼仪。